# ربيعة بن نصر
ربيعة بن نصر كان ملكًا يمنيًا. وكان واحدا من ملوك التبابعة ولكن كان من ذرية سبأ، وبالتالي، كان من أضعاف التبابعة. 

## سيرة شخصية
وبحسب السهيلي واللخمي وابن إسحاق فإن اسمه ربيعة بن نصر بن أبي حارثة بن عمرو بن عمير. ويقول السهيلي إن علماء الأنساب من اليمن يقولون إن اسمه نصر بن ربيعة بن نصر بن الحارث بن نمرة بن لخم.  حسب الزبير بن بكار إن اسمه نصر بن ربيعة بن نصر بن مالك بن شاوث بن مالك بن عجم بن عمرو بن نمرة بن لخم. :11

## حلمه
في إحدى الليالي، رأى ربيعة حلمًا أرعبه، فأرسل إلى جميع العرافين والسحرة ومفسري الأحلام لتفسير حلمه. لم يخبرهم بما كان حلمه قائلاً إن الشخص الذي سيعرف التفسير الصحيح سيكون قادرًا على معرفة الحلم دون إعادة سرده. لم يتمكنوا من إخباره بما كان يحلم به، لذا نصحوه بالاتصال بكل من شق وسطيح. فدعاهما ربيعة. وصل سطيح في وقت أبكر من شق.
كان شق وسطيح كاهنين مشهورين. ولدوا في نفس اليوم الذي ماتت فيه الكاهنة طريفة بنت الخير الحميرية. يقال أنها بصقت في أفواههم عند ولادتهم ورثوا منها الكهانة. كانت زوجة عمرو بن مزيقية.  
وبحسب روايات المؤرخين العرب، لم يكن لدى سطيح عظام في جسده ووجهه في صدره. ينتفخ جسده عندما يغضب. ووفقًا لابن عباس، فإن «لم يكن شيء من بني آدم يشبه سطيحا، إنما كان لحما على وضم، ليس فيه عظم ولا عصب إلا في رأسه وعينيه وكفيه، وكان يُطوى كما يُطوى الثوب من رجليه إلى عنقه ولم يكن فيه شيء يتحرك إلا لسانه». كان لشق نصف جسد بشري، ورجل واحدة وعين واحدة ويد واحدة. :11 
سأل ربيعة سطيح ما هو حلمه، فقال ساتيه: «رأيت حممة خرجت من ظلمة فوقعت بأرض تهمة فأكلت منها كل ذات جمجمة». فقال ربيعة: ما أخطأت منها شيئا يا سطيح، فما عندك من تأويلها؟ فقال سطيح أحلف بما بين الحرتين من حنش لتهبطن أرضكم الحبش فليملكن ما بين أبين إلى جرش. أجاب ربيعة: «وأبيك يا سطيح، إن هذا لنا لغائظ موجع فمتى هو كائن؟ أفي زماني هذا أم بعده؟» أجاب سطيح: «لا، بل بعده بحين، أكثر من ستين أو سبعين يمضين من السنين». وتساءل ربيعة: «أفيدوم ذلك من ملكهم أو ينقطع؟» قال: «لا، بل ينقطع لبضع وسبعين من السنين ثم يقتلون ويخرجون منها هاربين.» قال: «ومن يلي من ذلك من قتلهم وإخراجهم؟» قال: «يليه إرم بن ذي يزن، يخرج عليهم من عدن فلا يترك أحدا منهم باليمن.» قال: «أفيدوم ذلك من سلطانه أم ينقطع؟» قال:«لا، بل ينقطع.» قال: «ومن يقطعه؟» قال: : نبي زكي يأتيه الوحي من قبل العلي. «قال:» وممن هذا النبي؟«قال: : رجل من ولد غالب بن فهر بن مالك بن النضر يكون الملك في قومه إلى آخر الدهر.» قال: : وهل للدهر من آخر؟«قال: : نعم، يوم يجمع فيه الأولون والآخرون، يسعد فيه المحسنون ويشقى فيه المسيئون. «قال:» أحق ما تخبرني؟«قال:» نعم، والشفق والغسق، والفلق إذا اتسق، إن ما أنبأتك به لحق» :180,181 
جاء شق فيما بعد وقال لربيعة تفسيرًا مشابهًا. عندما رأى ربيعة أن كلا من شق وسطيح أعطيا تفسيرًا مشابهًا، فوقع في نفس ربيعة ما قالا، فجهز بنيه وأهل بيته إلى العراق بما يصلحهم، وكتب لهم إلى ملك من ملوك فارس يقال له «سابور بن خرزاد» فأسكنهم الحيرة
النعمان بن المنذر من نسل ربيعة بن نصر. :182